# Felician University
Felician University – prywatny katolicki uniwersytet w stanie New Jersey, USA. Założony w 1923 roku przez Felicjanki. Uniwersytet prowadzi studia na kierunkach artes liberales i nauki społeczne.

## Historia
Założona przez Siostry Felicjanki jako szkoła pedagogiczna, otrzymała w 1942 roku status junior college'u. Uczelnia oferuje obecnie ponad 80 kierunków z zakresu artes liberales, nauk społecznych, biznesu, edukacji i opieki społecznej. W 2015 roku uczelnia zmieniła nazwę z Felician College na Felician University. W 1997 roku uczelnia odkupiła od Fairleigh Dickinson University kampus w Rutherford.